# Signes de procédure pour le code Morse

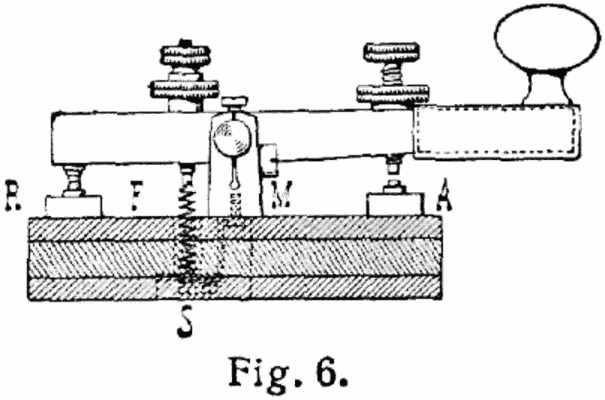
Manipulateur de type pioche (1904).

Les signes de procédure (en anglais : procedure signs ou prosigns) sont des signaux sténographiques utilisés en code morse de la télégraphie sans fil, dans le but de simplifier et de normaliser le protocole de communication radio. Ils sont distincts des abréviations du code Morse (en), qui consistent principalement en des codes de concision (en) qui transmettent des messages à d'autres parties avec une plus grande rapidité et précision.

## Présentation
Au sens large, les signes sont des éléments normalisés du protocole radio abrégé et peuvent inclure n'importe quelle abréviation. Un exemple serait k pour ("en anglais : okay, heard you, continue", traduction : « ok, je vous ai entendu, continuez »). Dans un sens plus strict et plus limité, le terme se réfère à quelque chose de similaire aux caractères de contrôle non imprimables dans les téléscripteurs et les jeux de caractères informatiques, tels que le Baudot ou l'ASCII. Contrairement aux abréviations, ces signes sont universellement reconnaissables au-delà des barrières linguistiques en tant que symboles distincts et bien définis.
Au niveau du codage, les prosigns admettent toutes les formes que le code Morse peut prendre, contrairement aux abréviations qui doivent être envoyées sous la forme d'une séquence de lettres individuelles, comme un texte ordinaire. D'autre part, la plupart des codes de signes sont beaucoup plus longs que les codes typiques pour les lettres et les chiffres. Ce sont des points de code individuels et indivisibles au sein du code Morse plus large, au même titre que les lettres de base.
Le développement des prosigns a commencé dans les années 1860 pour la télégraphie câblée. La télégraphie ayant précédé les communications vocales de plusieurs décennies, de nombreux signes Morse beaucoup plus anciens ont été dotés d'équivalents précis dans le vocabulaire radio professionnel (ou en anglais : prowords (en)) pour être utilisés dans les protocoles vocaux plus récents.
Tous les signes utilisés par les télégraphistes ne sont pas normalisés : il existe des variations régionales et communautaires de la convention de codage utilisée dans certains réseaux radio pour gérer la transmission et le formatage des messages, et de nombreuses conventions de prosigns non officielles existent, dont certaines peuvent être redondantes ou ambiguës. Un exemple typique de ce qui n'est pas un prosign officiellement reconnu, mais qui est pourtant assez souvent utilisé en Europe, est un ou deux traits d'union librement chronométrés à la fin d'un message, i i ou .. .. ; il est équivalent au proword de langue anglaise OUT, qui signifie "j'ai fini ; allez-y". Cependant, le signe « officiel » ayant la même signification est ar, ou  .-.-., ce qui prend un peu plus de temps à envoyer,.

### Représentation dans les documents imprimés
Même s'ils sont représentés comme des chaînes de lettres, les prosigns sont écrits sans les séparations (en) inter-caractère qui se produiraient entre les lettres représentées, si la représentation était (par erreur) envoyée comme une séquence de lettres : dans les documents imprimés décrivant leur signification et leur utilisation, les prosigns sont représentés soit par une séquence de points et de tirets pour le son d'un télégraphe, soit par une séquence superposée de lettres du code Morse international, qui, lorsqu'elles sont envoyées "sans" l'espacement habituel, sonnent comme le symbole du prosign.
L'exemple le plus connu de cette convention est le préambule de l'appel de détresse : sos. En tant que signe, il n'est pas vraiment composé des trois lettres distinctes S, O et S (en code morse : ... --- ...), mais ils sont regroupés en un seul symbole (en code morse : ...---...), qui est un signe à part entière.

## Histoire
Au cours des premières décennies de la télégraphie, de nombreuses améliorations de l'efficacité ont été incorporées dans les opérations. Le code Morse lui-même était l'une d'entre elles : il codait grossièrement les symboles les plus couramment utilisés dans des séquences de touches plus courtes, et les plus rares dans des séquences plus longues, ce qui conduisait à la compression de données en ligne. L'introduction de symboles morse appelés "signes procéduraux" ou "prosigns" n'était alors qu'une progression logique. Ils n'ont pas été définis par les inventeurs du code Morse, mais ont été progressivement introduits pour améliorer la vitesse et la précision du traitement des messages à haut volume, en particulier entre les opérateurs télégraphiques professionnels opérant sur les contacts à longue distance de l'époque, tels que la radio à ondes courtes et le câble transatlantique.
L'amélioration de la lisibilité des messages télégraphiques écrits formels (télégrammes) utilisant le formatage de l'espace blanc a donc été soutenue par la création de symboles de procédure. La maîtrise de ces prosignes du code Morse était importante pour devenir un opérateur télégraphique efficace, tout comme la maîtrise de nombreuses autres formes d'abréviation.

## Notation et représentations
Il existe au moins trois méthodes utilisées pour représenter les symboles du prosign en code Morse :
1. Des séquences uniques de points et de tirets, par exemple -...-- ;
2. Les sons audibles uniques, par exemple dah di di di dah ;
3. Groupes de caractères imprimés ou écrits non uniques surlignés, par exemple bt (Lorsque le surlignage n'est pas disponible, les mêmes caractères peuvent être écrits entre crochets <bt> ou soulignés Modèle:Souligne).

Bien que certains des prosigns tels qu'ils sont écrits semblent être simplement deux lettres adjacentes, la " plupart " des prosigns sont transmis comme digrammes qui n'ont pas d'espacement entre les motifs qui représentent les lettres " combinées ", et sont le plus souvent écrits avec une barre unique surlignant les lettres fusionnées (si plus d'un caractère unique) pour l'indiquer. La différence dans la transmission est subtile, mais la différence dans la signification est flagrante. Par exemple, le signe aa (.-.-) indique que l'opérateur Morse destinataire doit sauter une ligne, mais le signe ou l'abréviation de deux lettres séparées aa (.- .-) indique soit les mots de la procédure vocale utilisés pour indiquer qu'une partie du message précédemment transmis doit être retransmise, soit pour les signaux lumineux, la même signification que le mot de procédure vocal UNKNOWN STATION (STATION INCONNUE). La différence de représentation entre le prosign du code Morse et les signes à lettres séparées est la présence ou l'absence d'un espace inter-lettres entre les deux séquences de "tirets".
Comme il n'y a pas de limite entre les lettres dans les signes transmis, leur division en lettres est arbitraire et peut se faire de plusieurs manières équivalentes. Par exemple, aa (.-+.-) est exactement équivalent à ek (.+-.-) et à rt (.-.+-). De même, le prosign bien connu sos pourrait tout aussi bien s'écrire vze (...-+--..+.), vgi (...-+--.+..), ou même 3b (...--+-...). Normalement, une forme particulière est utilisée par convention, mais certains signes ont plusieurs formes couramment utilisées.
De nombreux prosigns du code Morse n'ont pas de représentation textuelle écrite ou imprimée dans l'information source originale, même s'ils représentent des caractères dans d'autres contextes. Par exemple, lorsqu'elle est incorporée dans un texte, la séquence de code Morse (-...-) représente le caractère "double trait d'union" (normalement "=", mais aussi "––"). Lorsque le même code apparaît seul, il indique l'action d'espacer deux lignes sur une page afin de créer l'espace blanc indiquant le début d'un nouveau paragraphe ou d'une nouvelle section dans l'en-tête d'un message. Lorsqu'il est utilisé en tant que prosign, il n'y a pas de représentation écrite ou imprimée ou de symbole pour un nouveau paragraphe (c'est-à-dire pas de symbole correspondant à "¶"), à l'exception de l'espace blanc de deux lignes proprement dit.
Certains signes sont utilisés officieusement pour des caractères spéciaux dans des langues autres que l'anglais, par exemple aa est utilisé officieusement pour le signe "ligne blanche" et pour "ä", qui ne figurent ni l'un ni l'autre dans la norme internationale. D'autres signes sont officiellement désignés à la fois pour les lettres et les signes, comme ar équivaut à "+", qui marque la fin d'un message,. Certains n'ont véritablement qu'une seule utilisation, comme ct ou l'équivalent ka (-.-.-), le prosign international en morse qui marque le début d'une nouvelle transmission ou d'un nouveau message.

## Code Morse international
Les signes de procédure ci-dessous sont compilés à partir de la spécification officielle du code Morse, ITU-R M.1677, Code Morse International, tandis que d'autres sont définis par le Règlement international des radiocommunications, y compris ITU-R M.1170, ITU-R M.1172, et le Code international des signaux, quelques détails de leur utilisation apparaissant dans ACP-131 (en), qui définit par ailleurs les signaux d'exploitation (en), et non les signaux de procédure.

### Prosigns
Le tableau des signes proscrits ci-dessous comprend k et r, qui peuvent être considérés comme des abréviations (pour "ok, allez-y" et pour "reçu") ou comme des signes proscrits qui sont également des lettres. Tous les autres symboles ne sont pas des lettres, mais dans certains cas, ils sont également utilisés comme ponctuation.
| (audio) | .-. (info)                                        |
| (audio) |                                                   |
| (audio) | Des problèmes pour écouter le fichier ? Aidez-moi |

| (audio) | -.- (info)                                        |
| (audio) |                                                   |
| (audio) | Des problèmes pour écouter le fichier ? Aidez-moi |

| (audio) | .-.-.} (info)                                     |
| (audio) |                                                   |
| (audio) | Des problèmes pour écouter le fichier ? Aidez-moi |

| (audio) | .-... (info)                                      |
| (audio) |                                                   |
| (audio) | Des problèmes pour écouter le fichier ? Aidez-moi |

| (audio) | ...-. (info)                                      |
| (audio) |                                                   |
| (audio) | Des problèmes pour écouter le fichier ? Aidez-moi |

| (audio) | ..--.. (info)                                     |
| (audio) |                                                   |
| (audio) | Des problèmes pour écouter le fichier ? Aidez-moi |

| (audio) | ........ (info)                                   |
| (audio) |                                                   |
| (audio) | Des problèmes pour écouter le fichier ? Aidez-moi |

| (audio) | -.-.- (info)                                      |
| (audio) |                                                   |
| (audio) | Des problèmes pour écouter le fichier ? Aidez-moi |

### Abréviations pour le traitement de message
Le tableau d'abréviations suivant est strictement utilisé comme des chaînes de une à plusieurs lettres, jamais comme des symboles digrammes, et a des significations standard utilisées pour la gestion de l'envoi et de la réception de messages. Les points qui suivent indiquent que, dans l'usage, l'abréviation est toujours suivie d'un complément d'information.
| Abrév.     | Mot de procédure vocale correspondant             | Symbole du code        | Défini dans                             | Explication |
| ---------- | ------------------------------------------------- | ---------------------- | --------------------------------------- | --- |
| DE ...     | [Ceci est] DE                                     | -.. .                  | ITU-R M.1172, ITU-R M.1677-1            | Utilisé pour précéder le nom ou une autre identification de la station appelante (Abréviations du code Morse).                                                                                      |
| NIL        | RIEN ENTENDU                                      | -. .. .-..             |                                         | Réponse générale à toute demande ou requête pour laquelle la réponse est "rien" ou "aucun" ou "non disponible" (Abréviations du code Morse). Signifie également "Je n'ai pas de message pour vous". |
| CL         | CLOSING (traduction : fermeture)                  | -.-. .-..              | ITU-R M.1172                            | La station d'annonce de l'arrêt de la station (Abréviations du code Morse). |
| CQ         | CALLING (traduction : appel)                      | -.-. ..-.              | UIT-R M.1172                            | Appel général vers n'importe quelle station (Abréviations du code Morse). |
| CP ... ... | APPEL POUR                                        | .-.- .--.              | UIT-R M.1172                            | Le système d'appel spécifique à deux ou plusieurs stations nommées (Abréviations du code Morse). |
| CS ...     | STATION APPELANTE                                 | -.-. ...               | UIT-R M.1172                            | Le système d'appel de l'UIT-R M.1172 (Abréviations du code Morse) est un appel spécifique à une seule station nommée.                                                                               |
| CS ?       | WHO ? (traduction : qui ?)                        | -.-. ... ..--..        | UIT-R M.1172                            | Quel est le nom ou le signal d'identité de votre station ? (Abréviations du code Morse) Dans de nombreux contextes, le point d'interrogation est facultatif.                                        |
| WA ...     | WORD AFTER (traduction : Mot après)               | .-- .-                 | ITU-R M.1172                            | (Abréviations du code Morse) |
| WB ...     | WORD BEFORE (traduction : Mot avant)              | .-- -...               | ITU-R M.1172                            | (Abréviations du code Morse) |
| AA ...     | WORD BEFORE (traduction : TOUT APRÈS)             | .- .-                  | ITU-R M.1172                            | La partie du message à laquelle je me réfère est tout ce qui suit le texte... (Abréviations du code Morse)                                                                                          |
| AB ...     | ALL BEFORE (traduction :TOUT AVANT)               | .- -...:               | UIT-R M.1172                            | La partie du message à laquelle je me réfère est tout ce qui précède le texte... (Abréviations du code Morse)                                                                                       |
| BN ... ... | TOUT CE QUI PRÉCÈDE                               | -... -.                | ITU-R M.1172                            | La partie du message à laquelle je me réfère est tout ce qui se trouve entre ... et ... (Abréviations du code Morse)                                                                                |
| C          | CORRECT / OUI / AFFIRMATIF / CONFIRMER. / CONFIRM | -.-.                   | UIT-R M.1172                            | La réponse à la question précédente est "oui". (Abréviations du code Morse) |
| N          | NON / NÉGATIF                                     | -.                     | Code international des signaux, ACP 131 | La réponse à la question précédente est "non" ( ) |
| ZWF ...    | WRONG                                             | --.. .-- ..-.          |                                         | Votre dernière transmission était erronée. La version correcte est... |
| QTR ?      | REQUEST TIME CHECK                                | --.- - .-. ..--..      |                                         | Demande de vérification de l'heure. / Quelle est l'heure exacte ? (L'heure est toujours exprimée en UTC, sauf indication contraire, e.g. qtr hst ?)                                                 |
| QTR ...    | TIME IS                                           | --.- - .-.             |                                         | Voici l'heure UTC correcte au format HHMM 24 heures |
| BK         | BREAK-IN                                          | -... -.-               | ITU-R M.1172                            | Signal utilisé pour interrompre une transmission en cours (Abréviations du code Morse). ax en code ACP131. IDans lzs n military networks ///////// ≈ tttt is used instead.                          |
| CFM        | CONFIRM / I ACKNOWLEDGE                           | -.-. ..-. --           | ITU-R M.1172                            | Message reçu (Abréviations du code Morse). (Identique à r.) |
| WX ...     | WEATHER IS                                        | .-- -..-               | ITU-R M.1172                            | Le bulletin météorologique suit (Abréviations du code Morse). |
| INTERCO    | INTERCO (in-tur-ko)                               | .. -. - . .-. -.-. --- | ITU-R M.1172                            | Les groupes du code international des signaux sont les suivants (Abréviations du code Morse). |

## National Traffic Systemradioamateur
Dans le but particulier d'échanger des radiogrammes ARRL (en) sur les réseaux du National Traffic System (en), les prosigns et signaux suivants peuvent être utilisés, mais beaucoup d'entre eux n'ont pas d'équivalents dans les autres définitions des signaux morse, y compris dans les spécifications de télécommunications de l'UIT-R et du Combined Communications Electronics Board (en).
| Prosign | Symbole du code | Signification | Commentaire | Verbalisation                  | Comme texte |
| ------- | --------------- | --- | --- | ------------------------------ | ----------- |
| AA      | .-.-            | Start new line (traduction : Démarrer une nouvelle ligne)                                                                         | Espacer d'une ligne ; dactylographié comme Retour chariot (Carriage Return), Saut de ligne (Line Feed) (CR-LF). Utilisé uniquement à la place de bt dans les messages sectionnés, où bt commencerait prématurément une section suivante en attente. Aussi écrit rt. | di dah di dah                  | ä, á        |
| AR      | .-.-.           | Séparateur de messages, démarrage d'un nouveau message / télégramme,                                                              | Nouvelle page, espacement de plusieurs lignes. Le logiciel du décodeur peut afficher "+". Alternative pour "Break" en code Morse conversationnel. Aussi écrit rn.                                                                                                   | di dah di dah dit              | +           |
| AS      | .-...           | Wait (traduction : Attendre), | Répondre avec : sn, ou le symbole "r" (Received) ou "c" (Confirmed),. | di dah di di dit               | &           |
| BT      | -...-           | Start of new section (traduction : Démarrage d'une nouvelle section) / nouveau paragraphe.                                        | Espace de deux lignes ; écriture CR-LF-LF. Le logiciel de décodage peut afficher "=". | dah di di di dah               | =, – –      |
| CT      | -.-.-           | Start of transmission (traduction : Début de transmission), Start of new message (Début de nouveau message).                      | Attention commençant la transmission. Aussi écrit ka. | dah di dah di dah              |             |
| HH ...  | ........        | Error / correction (traduction : Erreur / correction),                                                                            | Toujours suivi par le texte correct. Équivalent à la fois à iiii et à eeeeeeee . Quelquefois transcript par "????". | di di di di di di di dit       | ë ê í î     |
| K       | -.-             | Invitation for any station to transmit (traduction : Invitation à toute station à émettre),                                       | Caractère alphabétique unique "k" à la fin d'une transmission. | dah di dah                     | k           |
| X       | -..-            | Full stop (traduction : Arrêt complet)                                                                                            | Caractère alphabétique unique "x" entouré d'espaces entre les mots. Remplacer pendant une période par aaa dans les messages groupés. | dah di di dah                  | x           |
| ?       | ..--..          | Please say again (traduction : Veuillez répéter),                                                                                 | Signe de question unique "?" de la station réceptrice en réponse à une transmission ; éventuellement suivie de aa ... or ab ... . | di di dah dah di dit           | ?,          |
| KN      | -.--.           | Invitation for named station to transmit (traduction : Invitation d'une station nommée à émettre)                                 | Allez-y, station nommée spécifique. Le logiciel du décodeur peut afficher un caractère équivalent à "(". | dah di dah dah dit             | (           |
| NJ      | -..---          | Shift to wabun code (traduction : Passer au code wabun)                                                                           | Passer du code Morse aux caractères Kana du code wabun. Aussi écrit xm. | dah di di dah dah dah          |             |
| SK      | ...-.-          | End of contact (traduction : Fin du contact) / End of work (traduction : Fin du travail)                                          | Aussi écrit va. | di di di dah di dah            |             |
| SN      | ...-.           | Understood (traduction : Compris). Verified (traduction : Vérifié).                                                               | Message reçu et vérifié. Ou bien passer du code Wabun au code Morse. "sn?" vérification demabdée. Aussi écrit ve. | di di di dah dit               | š, ś        |
| SOS     | ...---...       | Start of distress signal (traduction : Début du signal de détresse),                                                              | Utilisé uniquement par l'expéditeur du message original, et uniquement en cas de danger imminent pour la vie ou les biens. ([audio]) | di di di dah dah dah di di dit |             |
| DDD     | -..-..-..       | Start of a distress signal relayed from another station (traduction : Début d'un signal de détresse relayé par une autre station) | Utilisé pour transmettre une copie d'un message reçu "sos". | dah di di dah di di dah di dit |             |
| BK      | -... -.-        | Break in conversation (traduction : Interruption de la conversation)                                                              | Abréviation du code Morse pour "back-to you" (retour à vous). En morse conversationnel, certains utilisent soit ar, bt, kn, ou "k" instead. | dah di di dit da di dah        | bk          |
| CL      | -.-. .-..       | Closing down | Abréviation pour "closing station" | dah di dah dit di dah di dit   | cl          |

## Prosignsobsolètes
(septembre 2023).
| Prosign | Correspondance mot procédure vocale | Ancien Code Symbole     | Explication | Défini dans                  |
| ------- | ----------------------------------- | ----------------------- | --- | ---------------------------- |
| CQD     | Distress call                       | /////                   | Obsolete code used to call all stations during distress (see (sc)). Replaced by (sc) in 1906 (see above). |                              |
| VE      | General call                        | ////                    | Code re-used for "Message verified" or "Message understood" (see <span style="margin:0;background: 1. CCF;padding:0;color:#000">(sc) above). Replaced by (sc) (see above). | 1937 Royal Navy Signal Card, |
| NNNNN   | Answering sign                      | /////                   | | 1937 Royal Navy Signal Card, |
| ii      | Separative sign break               | ////                    | Generally replaced by (sc), although it is still used in MARS CW operations. This prosign was also defined in ACP‑124, "Communication Instructions Radio Telegraph Procedure". Later re-used for both a "ditto" mark and as the warning "I repeat" before a duplicated transmission. | 1937 Royal Navy Signal Card, |
| EEEEE   | Erase sign                          | ////                    | Exactly five dots (code for numeral 5). Replaced by (sc) (exactly eight, (sc)). | 1937 Royal Navy Signal Card, |
| RRRRR   | Receipt sign                        | ▄▄▄▄▄▄▄▄▄▄▄▄▄▄▄▄▄▄▄▄▄▄▄ | Replaced by (sc). | 1937 Royal Navy Signal Card, |
| e       | Further message sign                | ////                    | Re-purposed original ITU symbol for (sc) not used in English. | 1937 Royal Navy Signal Card, |